# Hram Mahalakshmi, Kolhapur
Hram božice Mahalakshmi (hram AmbaBai) smješten je u gradu Kolhapuru, u indijskoj saveznoj državi Maharashtri te se nalazi na popisu svetih mjesta zvanih Shakti Peetha. Mnogi hinduisti, posebice šaktisti, vjeruju da se u ovom hramu otkriva ili pojavljuje Šakti, ženska energija svemira. Njezin oblik, štovan u ovom hramu, jest velika božica Lakšmi (Lakshmi, Laxmi), jedna od Tridevi te žena velikog boga Višnua. Lakšmi je često zvana Mahalakshmi — „velika Lakšmi”, a predstavlja duhovno i materijalno bogatstvo.
Hram je izvorno sagrađen u sedmom stoljeću.

## Mitologija
Prema mitu, na mjesto gdje je smješten hram u Kolhapuru palo je oko božice Sati, prve supruge boga Šive. Sati je bila kći boga Dakshe, a nakon što se ubila, Šiva je nosio njezino tijelo cijelom Indijom, tugujući za njom. Sati je bila inkarnacija vrhovne božice Adi Parashakti, koja je u šaktizmu štovana kao stvoriteljica svemira i vrhovno biće.